# Malta Eurovision Song Contest 2025
Der Malta Eurovision Song Contest 2025 (Abkürzung: MESC 2025) fand zwischen dem 4. und 8. Februar 2025 stattfinden und als maltesischer Vorentscheid für den Eurovision Song Contest 2025 in Basel (Schweiz) dienen. Es gewann Miriana Conte mit dem Lied Kant.

## Format

### Konzept
Am 6. Mai 2024 bestätigte der maltesische Sender Public Broadcasting Services (PBS) seine Teilnahme am Eurovision Song Contest 2025. Am 21. Oktober 2024 gab man bekannt, dass man erneut den Malta Eurovision Song Contest als nationalen Vorentscheid nutzen werde. Im Vergleich zum Vorjahr wurde der Wettbewerb deutlich verkleinert. So nahmen nur 24 und nicht 36 Interpreten teil und es gab auch nur zwei Halbfinals.

### Beitragswahl
Zwischen dem 18. und 29. November 2024 konnten Beiträge bei PBS eingereicht werden. Folgende Voraussetzungen wurden, neben den Regeln des Eurovision Song Contests, an die Beiträge gestellt:
- Interpreten müssen maltesische Staatsbürger sein. Bei Beiträgen mit mehr als einem Interpreten muss der Leadinterpret maltesischer Staatsbürger sein. Komponisten und Texter unterliegen keinen derartigen Beschränkungen.
- Interpreten können sich mit mehreren Beiträgen am Vorentscheid beteiligen.
- Die Siegerin des Vorjahres, Sarah Bonnici, darf nicht als Leadinterpret am Wettbewerb teilnehmen.

Nach Ende des Einreichezeitraums wählte eine Jury 24 Beiträge aus, die am Wettbewerb teilnahmen.

### Jury
Die Jury des Vorentscheids bestand aus folgenden Personen:
- Alison Abela, Schauspielerin
- Kryštof Šámal, Leiter der tschechischen Delegation beim Eurovision Song Contest
- Nicola Said, Sopranistin
- Mariangela Borneo, Verantwortliche für Internationale Beziehungen bei Rai – Radiotelevisione Italiana
- Chris Gatt, Sänger
- Jill Morgan, Talentscout
- Keith Muscat, Manager und Musikproduzent
- William Lee Adams
- Moira Straface, Sängerin, Teilnehmerin am Eurovision Song Contest 1994 als Teil von Chris & Moira

## Teilnehmer
Die 24 Teilnehmer wurden am 12. Dezember 2024 bekanntgegeben. Kurt Calleja vertrat Malta bereits 2012 beim Eurovision Song Contest. Das Trio JVF besteht unter anderem aus Jessika, welche für San Marino am Eurovision Song Contest 2018 teilnahm sowie Fabrizio Faniello, welcher 2001 und 2006 für Malta antrat. Alexandra Alden wurde am 16. Dezember disqualifiziert, nachdem bekanntwurde, dass sie ihren Beitrag Magonlia bereits vor dem 1. September 2024 öffentlich aufgeführt hatte. Sie wurde durch Dario Bezzina feat. Żeppi L-Muni ersetzt.
| Interpret       | Lied Musik (M) und Text (T)   | Sprache  | Übersetzung (inoffiziell) |
| --------------- | ----------------------------- | -------- | ------------------------- |
| Alexandra Alden | Magnolia M/T: Alexandra Alden | Englisch | Magnolie                  |

 Teilnahme zurückgezogen

## Halbfinale
Die Verteilung der Beiträge auf die beiden Halbfinale wurde am 9. Januar 2025 bekanntgegeben.

### Erstes Halbfinale
| Startnr. | Interpret            | Lied Musik (M) und Text (T) | Sprache              | Übersetzung (inoffiziell)    |
| -------- | -------------------- | --- | -------------------- | ---------------------------- |
| 1        | Mark Anthony Bartolo | Hideaway M/T: Mark Anthony Bartolo, Silje Montsko Blandkjenn, David Meilak, Sebastian Pritchard-James | Englisch             | Versteck                     |
| 2        | Dre’ Curmi           | Te amo M/T: Dre’ Curmi, Audun Agnar Guldbrandsen, Søren Emil Lunøe Schiødt, Matthew „Muxu“ Mercieca | Englisch             | Ich liebe dich               |
| 3        | Raquela Dalli        | Silenced M: Matteo Depares, Raquela Dalli, Jean Paul Borg; T: Raquela Dalli | Englisch             | Verstummt                    |
| 4        | Kristy Spiteri       | Heaven Sent M/T: Teodora Špirić, Linnea Deb, Thomas Oehler | Englisch             | Vom Himmel geschickt         |
| 5        | Matthew Cilia        | Control M: Matthew Cilia, Andreas Lindberg, Marcus Winther-John, Rasmus Olsen; T: Matthew Cilia, Andreas Lindberg, Marcus Winther-John | Englisch             | Kontrolle                    |
| 6        | Marie Claire         | Wildflower M/T: Marie Claire Cappello, Itamar Lapidot, Christina Magrin | Englisch             | Wildblume                    |
| 7        | Justine Shorfid      | Still I Rise M/T: Sarah Evelyn Fullerton, Mateus Augusto Da Silva, Benjamin Alasu, Justin Shorfid | Englisch             | Und trotzdem steige ich auf  |
| 8        | J V F                | Festa (No Time for Siesta) M: Audun Agnar Guldbrandsen, Tom Hugo Hermansen, Emil Calleja Bayliss, Leire Gotxi Angel, Maria Cachia Abdilla, Erba’; T: Audun Agnar Guldbrandsen, Tom Hugo Hermansen, Emil Calleja Bayliss, Leire Gotxi Angel, Maria Cachia Abdilla, Alexander Nyborg Olsson, Erba’ | Maltesisch, Englisch | Party (Keine Zeit für Pause) |
| 9        | Adria Twins          | Qalb ma’ qalb M: Sebastian Pritchard-James, Melanie Wehbe; T: Joe Julian Farrugia | Maltesisch           | Herz an Herz                 |
| 10       | Haley Azzopardi      | Whistleblower M: Tom Hugo Hermansen, Benjamin Schmid, Siv von Bulow, Haley Azzopardi; T: Tom Hugo Hermansen, Benjamin Schmid, Siv von Bulow, Haley Azzopardi, Emil Calleja Bayliss | Englisch, Maltesisch | Whistleblower                |
| 11       | Victoria Sciberras   | Juno M/T: Bas Wissink, David Hutchinson, Henk Pool, Mie Louise Nielsen, Niels Sakko | Englisch, Maltesisch | –                            |
| 12       | Kurt Calleja         | Aziz/a M: Kurt Calleja, Kevin Paul Calleja, Edward Abela; T: Kurt Calleja | Englisch             | Liebling                     |

### Zweites Halbfinale
| Startnr | Interpret                        | Lied Musik (M) und Text (T) | Sprache              | Übersetzung (inoffiziell)  |
| ------- | -------------------------------- | --- | -------------------- | -------------------------- |
| 1       | Kelsey Bellante                  | 365 M/T: Andreas Stone Johansson, Audun Agnar Guldbrandsen, Sarah Evelyn Fullerton                                                                               | Englisch             | –                          |
| 2       | Dario Bezzina feat. Żeppi l-Muni | Għażliet M/T: Philip Vella | Maltesisch           | Optionen                   |
| 3       | Kelsy Attard                     | Love Me Loud M: Patrik Jean, Matteo Depares, Dana Burkhard; T: Patrik Jean, Matteo Depares, Dana Burkhard, Kelsy Attard                                          | Englisch             | Liebe mich laut            |
| 4       | Miriana Conte                    | Kant M/T: Benjamin Schmid, Sarah Evelyn Fullerton, Matthew „Muxu“ Mercieca, Miriana Conte                                                                        | Englisch             | Singen                     |
| 5       | The Alchemists                   | Rubble & Stone M/T: Ben Darmanin, Jonathan Magri, Dom Carmelo, Alexein Vella Grech, Rebecca Mari Spiteri Bugeja, Klinsmann Coleiro, Argyle, Benjamin BNJI Schmid | Englisch             | Schutt und Stein           |
| 6       | Martina Borg                     | Yo Listen M/T: Christina Magrin, Tom Oehler, Andreas Stone Johansson, Martina Borg                                                                               | Englisch             | Hey, hör zu                |
| 7       | Nathan Psaila                    | Concrete M/T: Nathan Psaila, Andreas Stone Johansson, Audun Agnar Guldbrandsen, Henrik Tala                                                                      | Englisch             | Beton                      |
| 8       | Kurt Anthony Cassar              | Miegħek biss M: Enrico Palmosi, Gilbert il-Bibi; T: Emil Calleja Bayliss                                                                                         | Maltesisch           | Nur mit dir                |
| 9       | Kantera                          | Lalaratatakeke Lalaratatakabum M: Kantera, Tom Oehler, Linnea Deb; T: Joe Julian Farrugia                                                                        | Maltesisch           | –                          |
| 10      | Krista Šujak                     | Unheard M/T: Dana Burkhard, Thomas Oehler, Per „Pelle“ Nylén, Krista Šujak                                                                                       | Englisch             | Ungehört                   |
| 11      | Stefan Galea                     | Lablab (Talk Talk) M/T: Itamar Lapidot, MATT BLXCK, Silje Montsko Blandkjenn, Stefan Galea                                                                       | Englisch, Maltesisch | –                          |
| 12      | Miguel Bonello                   | Breaking the Cycle M/T: Miguel Bonello, Ivo Blahunek, Håvard Haugland, Annemarie Gruenert                                                                        | Englisch             | Den Kreislauf durchbrechen |

## Finale
| Platz | Startnr | Interpret                        | Lied Musik (M) und Text (T) | Sprache              | Übersetzung (inoffiziell)    | Jury | Televoting | Gesamt |
| ----- | ------- | -------------------------------- | --- | -------------------- | ---------------------------- | ---- | ---------- | ------ |
| 1     | 1       | Miriana Conte                    | Kant M/T: Benjamin Schmid, Sarah Evelyn Fullerton, Matthew „Muxu“ Mercieca, Miriana Conte | Englisch             | Singen                       | 88   | 94         | 182    |
| 2     | 15      | Kristy Spiteri                   | Heaven Sent M/T: Teodora Špirić, Linnea Deb, Thomas Oehler | Englisch             | Vom Himmel geschickt         | 102  | 72         | 174    |
| 3     | 8       | Kantera                          | Lalaratatakeke Lalaratatakabum M: Kantera, Tom Oehler, Linnea Deb; T: Joe Julian Farrugia | Maltesisch           | –                            | 52   | 85         | 137    |
| 4     | 2       | Victoria Sciberras               | Juno M/T: Bas Wissink, David Hutchinson, Henk Pool, Mie Louise Nielsen, Niels Sakko | Englisch, Maltesisch | –                            | 74   | 40         | 114    |
| 5     | 4       | J V F                            | Festa (No Time for Siesta) M: Audun Agnar Guldbrandsen, Tom Hugo Hermansen, Emil Calleja Bayliss, Leire Gotxi Angel, Maria Cachia Abdilla, Erba’; T: Audun Agnar Guldbrandsen, Tom Hugo Hermansen, Emil Calleja Bayliss, Leire Gotxi Angel, Maria Cachia Abdilla, Alexander Nyborg Olsson, Erba’ | Maltesisch, Englisch | Party (Keine Zeit für Pause) | 30   | 46         | 76     |
| 6     | 3       | Dario Bezzina feat. Żeppi l-Muni | Għażliet M/T: Philip Vella | Maltesisch           | Optionen                     | 10   | 62         | 72     |
| 7     | 6       | Krista Šujak                     | Unheard M/T: Dana Burkhard, Thomas Oehler, Per „Pelle“ Nylén, Krista Šujak | Englisch             | Ungehört                     | 44   | 15         | 59     |
| 8     | 14      | Kurt Calleja                     | Aziz/a M: Kurt Calleja, Kevin Paul Calleja, Edward Abela; T: Kurt Calleja | Englisch             | Liebling                     | 31   | 16         | 47     |
| 9     | 5       | The Alchemists                   | Rubble & Stone M/T: Ben Darmanin, Jonathan Magri, Dom Carmelo, Alexein Vella Grech, Rebecca Mari Spiteri Bugeja, Klinsmann Coleiro, Argyle, Benjamin BNJI Schmid | Englisch             | Schutt und Stein             | 30   | 11         | 41     |
| 10    | 13      | Mark Anthony Bartolo             | Hideaway M/T: Mark Anthony Bartolo, Silje Montsko Blandkjenn, David Meilak, Sebastian Pritchard-James | Englisch             | Versteck                     | 15   | 12         | 27     |
| 11    | 11      | Adria Twins                      | Qalb ma’ qalb M: Sebastian Pritchard-James, Melanie Wehbe; T: Joe Julian Farrugia | Maltesisch           | Herz an Herz                 | 1    | 26         | 27     |
| 12    | 7       | Raquela Dalli                    | Silenced M: Matteo Depares, Raquela Dalli, Jean Paul Borg; T: Raquela Dalli | Englisch             | Verstummt                    | 21   | 5          | 26     |
| 13    | 10      | Justine Shorfid                  | Still I Rise M/T: Sarah Evelyn Fullerton, Mateus Augusto Da Silva, Benjamin Alasu, Justin Shorfid | Englisch             | Und trotzdem steige ich auf  | 14   | 10         | 24     |
| 14    | 12      | Martina Borg                     | Yo Listen M/T: Christina Magrin, Tom Oehler, Andreas Stone Johansson, Martina Borg | Englisch             | Hey, hör zu                  | 6    | 9          | 15     |
| 15    | 16      | Stefan Galea                     | Lablab (Talk Talk) M/T: Itamar Lapidot, MATT BLXCK, Silje Montsko Blandkjenn, Stefan Galea | Englisch, Maltesisch | –                            | 4    | 9          | 13     |
| 16    | 9       | Nathan Psaila                    | Concrete M/T: Nathan Psaila, Andreas Stone Johansson, Audun Agnar Guldbrandsen, Henrik Tala | Englisch             | Beton                        | 0    | 10         | 10     |

### Detailliertes Juryvoting
| Startnr. | Lied                         | Alison Abela | Kryštof Šámal | Nicola Said | Mariangela Borneo | Chris Gatt | Jill Morgan | Keith Muscat | William Lee Adams | Moira Straface | Total |
| -------- | ---------------------------- | ------------ | ------------- | ----------- | ----------------- | ---------- | ----------- | ------------ | ----------------- | -------------- | ----- |
| 1        | Kant                         | 8            | 10            | 10          | 10                | 12         | 10          | 8            | 12                | 8              | 88    |
| 2        | Juno                         | 10           | 6             | 8           | 7                 | 7          | 6           | 10           | 8                 | 12             | 74    |
| 3        | Għażliet                     |              | 1             | 1           | 5                 | –          | –           | –            | 2                 | 1              | 10    |
| 4        | Festa (No Time for Siesta)   | 7            | –             | 3           | 4                 | 2          | 3           | 7            | 4                 | –              | 30    |
| 5        | Rubble & Stone               | 5            | –             | –           | 6                 | 1          | 4           | 6            | 1                 | 7              | 30    |
| 6        | Unheard                      | 2            | 8             | 2           | 3                 | 6          | 7           | 3            | 7                 | 6              | 44    |
| 7        | Silenced                     | 4            | 5             | 5           | –                 | –          | –           | –            | 3                 | 4              | 21    |
| 8        | Lalaratatakeke Lalaratakabum | 6            | 7             | 6           | 8                 | 8          | 8           | 2            | 5                 | 2              | 52    |
| 9        | Concrete                     | –            | –             | –           | –                 | –          | –           | –            | –                 | –              | 0     |
| 10       | Still I Rise                 | 1            | 4             | 4           | –                 | –          | 2           | –            | –                 | 3              | 14    |
| 11       | Qalb ma' qalb                | –            | –             | –           | –                 | –          | 1           | –            | –                 | –              | 1     |
| 12       | Yo Listen                    | –            | –             | –           | 1                 | 4          | –           | 1            | –                 | –              | 6     |
| 13       | Hideaway                     | –            | 3             | –           | 2                 | 5          | –           | –            | –                 | 5              | 15    |
| 14       | Aziz/a                       | 3            | 2             | 7           | –                 | 3          | 5           | 5            | 6                 | –              | 31    |
| 15       | Heaven Sent                  | 12           | 12            | 12          | 12                | 10         | 12          | 12           | 10                | 10             | 102   |
| 16       | Lablab (Talk Talk)           | –            | –             | –           | –                 | –          | –           | 4            | –                 | –              | 4     |